# Drepanogynis pypopyrrha
Drepanogynis pypopyrrha là một loài bướm đêm trong họ Geometridae.